# Charbinská polytechnická univerzita
Charbinská polytechnická univerzita (čínsky v českém přepisu Cha-er-pin kung-jie ta-süe, pchin-jinem Hā'ěrbīn Gōngyè Dàxué, znaky zjednodušené 哈尔滨工业大学, tradiční 哈爾濱工業大學) je univerzita v Čínské lidové republice. Její hlavní sídlo je v městském obvodě Nang-ang v Charbinu, hlavním městě provincie Chej-lung-ťiang, kde byla také v roce 1920 založena. Navíc má od roku 1985 pobočku ve Wej-chaji v provincii Šan-tung a od roku 2002 v Šen-čenu v provincii Kuang-tung.

## Dějiny
Škola byla původně založena ve spolupráci s Ruskem, aby vzdělávala inženýry pro Čínskou dálněvýchodní dráhu, a byť prvním rektorem byl Číňan Sung Siao-lien, vyučovací řečí byla ruština a pro čínské studenty byly organizovány přípravné kurzy, v kterých se nejdříve naučili ruštině. Ruský vliv skončil po Japonské invazi do Mandžuska v roce 1931, kdy následně Sovětský svaz prodal v roce 1935 Čínskou dálněvýchodní dráhu i univerzitu za 140 miliónů jenů Mandžukuu, japonskému loutkovému státu na území Mandžuska.
V letech 1969–1973 byla univerzita dočasně přesunuta do Čchung-čchingu v S’-čchuanu. Jednalo se o širší přesun mnoha mírových institucí do bezpečné vzdálenosti od čínsko sovětské hranice po čínsko-sovětských konfliktech v roce 1969.